# Segunda Categoría de Ecuador
La Segunda Categoría (Campeonato de Ascenso de Segunda Categoría según su nombre comercial o coloquialmente llamada Serie C por ser en la práctica la tercera categoría), denominada con su nombre oficial Ascenso Nacional y con su nombre comercial Ascenso Nacional Ecuabet, es la tercera categoría del sistema de ligas de fútbol de Ecuador, organizada por la Federación Ecuatoriana de Fútbol. Los dos primeros lugares con mayor sumatoria de puntos de la fase de play-offs nacionales ascenderán a la Serie B.
El club con más conquistas desde la creación del torneo en 1967 es Macará, con cuatro campeonatos. El actual campeón es 22 de Julio de Esmeraldas. Por su parte, Everest y Deportivo Quito fueron los primeros campeones y el Patria es el equipo que más temporadas ha disputado en la Segunda Categoría con un total de 56.

## Historia
Durante los primeros años de los campeonatos nacionales, no existía una liga unificada de primera división para todo el país. La clasificación al campeonato nacional se le concedía a mejores equipos de la División de Honor y del Campeonato Interandino.
El torneo de Segunda Categoría tuvo su origen en 1967 después de que la Asociación Ecuatoriana de Fútbol decidiera finalmente crear una liga para todo el país, aboliendo los campeonatos provinciales en el proceso. Esta fue concebida como una división inferior donde los mejores equipos ascenderían a la máxima categoría nacional.
Para el formato de la primera edición de la Segunda Categoría se dividió a los equipos según las regiones de Costa y Sierra, donde los mejores equipos ascendían a la máxima categoría reemplazando los equipos que descendían de esta.  Este formato solo duró un año debido a varios incidentes extra futbolísticos ocurridos en la Costa, donde varios clubes terminarían abandonando la competencia. 
Después del fracaso de primera edición, la Asociación Ecuatoriana de Fútbol decidió suspender el torneo y los ascensos se darían a los campeones de los campeonatos provinciales de ascenso. Estos nuevos campeonatos provinciales de ascenso serían entre equipos que no participen en la máxima categoría nacional.
Los campeones provinciales conseguían el ascenso a la Serie A de 1968 a 1970, hasta que en 1971 se dio origen a la Serie B de Ecuador. Desde aquel año se relegó Segunda Categoría a un tercer nivel y los ascensos ahora serían a la segunda división del país.
El torneo de Segunda Categoría regresa en 1975, esta vez con un nuevo formato dividido en tres etapas, formato que se usa hasta la actualidad. El ganador de la final era considerado campeón de la Segunda Categoría y ascendía a la Serie B.
La edición de 1975 sería un éxito. Desde aquel año se ha realizado el torneo de Segunda Categoría de manera ininterrumpida, con cambios de formato menores en ciertas ediciones.
La Segunda Categoría se ha convertido en un auténtico cementerio de grandes e históricos equipos ya que jamás volvieron a ver la luz equipos tradicionales del fútbol ecuatoriano de antaño como el América de Quito, Everest, Patria, Norte América, Calvi, Panamá, Esmeraldas Petrolero, Juventus, Juvenil, Green Cross, Juventud Italiana, Bonita Banana, Audaz Octubrino, Santos, Liga de Cuenca, Espoli, Deportivo Quito, Olmedo, América de Ambato, Búhos ULVR (ex Guayaquil Sport), Clan Juvenil y los desaparecidos Politécnico, River Plate de Riobamba, Filanbanco, Valdez, Liga de Loja, Deportivo Azogues, Fuerza Amarilla y Manta Sport.

## Sistema de competencia
Desde 1975, se ha mantenido el mismo formato con tres fases o etapas:
Fase provincial:
Consiste en los campeonatos provinciales. Cada provincia envía a sus representantes para la segunda etapa según el formato de su competencia.
A partir del Campeonato Ecuatoriano de Fútbol Segunda Categoría de 2016 se decidió que las asociaciones provinciales con menos de 5 equipos solo pudieran jugar el campeón, mientras que los que tenían más de 5 equipos participarían el campeón y subcampeón provincial esto es debido al abandono de ciertos equipos durante el transcurso del torneo del año 2015.
Fase nacional:
Los representantes provinciales se eliminan en encuentros directos organizados por llaves de play-off ida y vuelta. 
Fase final:
Participan los cuatro equipos que no fueron eliminados durante la fase nacional. Los dos mejores equipos de esta fase ascienden a la Serie B. 

## Historial
Nota: Nombres y banderas de los equipos según la época. Entre paréntesis, veces que ha sido campeón el club.
| 1967 | Everest (1) Deportivo Quito (1)                                       | Estibadores Navales (1) Aucas (1)                                     | América de Manta (1) Universidad Católica (1)                         | Juventud Italiana (1) San Lorenzo (LV) (1)                            |                                                                       |                                                                       |
| 1968 | Solo se disputaron campeonatos provinciales para obtener los ascensos | Solo se disputaron campeonatos provinciales para obtener los ascensos | Solo se disputaron campeonatos provinciales para obtener los ascensos | Solo se disputaron campeonatos provinciales para obtener los ascensos | Solo se disputaron campeonatos provinciales para obtener los ascensos | Solo se disputaron campeonatos provinciales para obtener los ascensos |
| 1969 | Solo se disputaron campeonatos provinciales para obtener los ascensos | Solo se disputaron campeonatos provinciales para obtener los ascensos | Solo se disputaron campeonatos provinciales para obtener los ascensos | Solo se disputaron campeonatos provinciales para obtener los ascensos | Solo se disputaron campeonatos provinciales para obtener los ascensos | Solo se disputaron campeonatos provinciales para obtener los ascensos |
| 1970 | Solo se disputaron campeonatos provinciales para obtener los ascensos | Solo se disputaron campeonatos provinciales para obtener los ascensos | Solo se disputaron campeonatos provinciales para obtener los ascensos | Solo se disputaron campeonatos provinciales para obtener los ascensos | Solo se disputaron campeonatos provinciales para obtener los ascensos | Solo se disputaron campeonatos provinciales para obtener los ascensos |
| 1971 | Solo se disputaron campeonatos provinciales para obtener los ascensos | Solo se disputaron campeonatos provinciales para obtener los ascensos | Solo se disputaron campeonatos provinciales para obtener los ascensos | Solo se disputaron campeonatos provinciales para obtener los ascensos | Solo se disputaron campeonatos provinciales para obtener los ascensos | Solo se disputaron campeonatos provinciales para obtener los ascensos |
| 1972 | Solo se disputaron campeonatos provinciales para obtener los ascensos | Solo se disputaron campeonatos provinciales para obtener los ascensos | Solo se disputaron campeonatos provinciales para obtener los ascensos | Solo se disputaron campeonatos provinciales para obtener los ascensos | Solo se disputaron campeonatos provinciales para obtener los ascensos | Solo se disputaron campeonatos provinciales para obtener los ascensos |
| 1973 | Solo se disputaron campeonatos provinciales para obtener los ascensos | Solo se disputaron campeonatos provinciales para obtener los ascensos | Solo se disputaron campeonatos provinciales para obtener los ascensos | Solo se disputaron campeonatos provinciales para obtener los ascensos | Solo se disputaron campeonatos provinciales para obtener los ascensos | Solo se disputaron campeonatos provinciales para obtener los ascensos |
| 1974 | Solo se disputaron campeonatos provinciales para obtener los ascensos | Solo se disputaron campeonatos provinciales para obtener los ascensos | Solo se disputaron campeonatos provinciales para obtener los ascensos | Solo se disputaron campeonatos provinciales para obtener los ascensos | Solo se disputaron campeonatos provinciales para obtener los ascensos | Solo se disputaron campeonatos provinciales para obtener los ascensos |
| 1975 | Macará (1)                                                            | Politécnico (1)                                                       | No se definió                                                         | No se definió                                                         |                                                                       |                                                                       |
| 1976 | Everest (2)                                                           | UTM (1)                                                               | No se definió                                                         | No se definió                                                         |                                                                       |                                                                       |
| 1977 | Milagro S. C. (1)                                                     | América de Ambato (1)                                                 | No se definió                                                         | No se definió                                                         |                                                                       |                                                                       |
| 1978 | L. D. Estudiantil (1)                                                 | Politécnico (2)                                                       | No se definió                                                         | No se definió                                                         |                                                                       |                                                                       |
| 1979 | Macará (2)                                                            | Politécnico (3)                                                       | No se definió                                                         | No se definió                                                         |                                                                       |                                                                       |
| 1980 | Deportivo del Valle (1)                                               | San Camilo (1)                                                        | No se definió                                                         | No se definió                                                         |                                                                       |                                                                       |
| 1981 | L. D. Estudiantil (2)                                                 | Juventud Italiana (1)                                                 | No se definió                                                         | No se definió                                                         |                                                                       |                                                                       |
| 1982 | Milagro S. C. (2)                                                     | Politécnico (4)                                                       | No se definió                                                         | No se definió                                                         |                                                                       |                                                                       |
| 1983 | Filanbanco (1)                                                        | Esmeraldas Petrolero (1)                                              | Chacarita (1)                                                         | Olmedo (1)                                                            |                                                                       |                                                                       |
| 1984 | Esmeraldas Petrolero (1)                                              | Everest (1)                                                           | Deportivo Cuenca (1)                                                  | Deportivo Cotopaxi (1)                                                |                                                                       |                                                                       |
| 1985 | Macará (3)                                                            | Juventus (1)                                                          | Liga de Cuenca (1)                                                    | Aucas (1)                                                             |                                                                       |                                                                       |
| 1986 | Aucas (1)                                                             | L. D. Estudiantil (1)                                                 | Juvenil (1)                                                           | Santa Rita (1)                                                        |                                                                       |                                                                       |
| 1987 | Juventus (1)                                                          | Calvi (1)                                                             | San Pedro (1)                                                         | Santa Rita (2)                                                        |                                                                       |                                                                       |
| 1988 | 9 de Octubre (Manta) (1)                                              | Calvi (2)                                                             | Liga de Cuenca (2)                                                    | Olmedo (2)                                                            |                                                                       |                                                                       |
| 1989 | Juvenil (1)                                                           | Liga de Loja (1)                                                      | Norte América (1)                                                     | Olmedo (3)                                                            |                                                                       |                                                                       |
| 1990 | Green Cross (1)                                                       | Espoli (1)                                                            | Esmeraldas Petrolero (1)                                              | 2 de Marzo (1)                                                        |                                                                       |                                                                       |
| 1991 | 2 de Marzo (1)                                                        | Santos (1)                                                            | 9 de Octubre (1)                                                      | No se definió                                                         |                                                                       |                                                                       |
| 1992 | Audaz Octubrino (1)                                                   | 9 de Octubre (1)                                                      | Star Club (1)                                                         | No se definió                                                         |                                                                       |                                                                       |
| 1993 | Olmedo (1)                                                            | Panamá (1)                                                            | Cruz del Vado (1)                                                     | No se definió                                                         |                                                                       |                                                                       |
| 1994 | Deportivo Quevedo (1)                                                 | Flamengo (1)                                                          | 3 de Julio (1)                                                        | No se definió                                                         |                                                                       |                                                                       |
| 1995 | Imbabura S. C. (1)                                                    | Santa Rita (1)                                                        | Audaz Octubrino (1)                                                   | No se definió                                                         |                                                                       |                                                                       |
| 1996 | Macará (4)                                                            | Esmeraldas Petrolero (2)                                              | Audaz Octubrino (2)                                                   | No se definió                                                         |                                                                       |                                                                       |
| 1997 | Deportivo Quinindé (1)                                                | Audaz Octubrino (1)                                                   | Deportivo Saquisilí (1)                                               | No se definió                                                         |                                                                       |                                                                       |
| 1998 | Universidad Católica (1)                                              | Esmeraldas Petrolero (3)                                              | Liga de Cuenca (3)                                                    | No se definió                                                         |                                                                       |                                                                       |
| 1999 | Deportivo Saquisilí (1)                                               | Santos (2)                                                            | Por definir (?)                                                       | No se definió                                                         |                                                                       |                                                                       |
| 2000 | UDJ (1)                                                               | Deportivo Otavalo (1)                                                 | Tecni Club (1)                                                        | No se definió                                                         |                                                                       |                                                                       |
| 2001 | Manta F. C. (1)                                                       | Liga de Loja (2)                                                      | San Pedro (2)                                                         | No se definió                                                         |                                                                       |                                                                       |
| 2002 | Deportivo Quevedo (2)                                                 | Liga de Loja (3)                                                      | América de Quito (1)                                                  | No se definió                                                         |                                                                       |                                                                       |
| 2003 | Liga de Loja (1)                                                      | Liga de Portoviejo (1)                                                | Imbabura S. C. (1)                                                    | Tungurahua S. C. (1)                                                  |                                                                       |                                                                       |
| 2004 | Tungurahua S. C. (1)                                                  | Esmeraldas Petrolero (4)                                              | Huaquillas F. C. (1)                                                  | Imbabura S. C. (1)                                                    |                                                                       |                                                                       |
| 2005 | Deportivo Azogues (1)                                                 | Imbabura S. C. (1)                                                    | Venecia (1)                                                           | Star Club (1)                                                         |                                                                       |                                                                       |
| 2006 | Brasilia (1)                                                          | Municipal Cañar (1)                                                   | Pastaza Moto Club (1)                                                 | Valle del Chota (1)                                                   |                                                                       |                                                                       |
| 2007 | Independiente José Terán (1)                                          | Grecia (1)                                                            | Liga de Cuenca (4)                                                    | Pastaza Moto Club (1)                                                 |                                                                       |                                                                       |
| 2008 | Rocafuerte F. C. (1)                                                  | Atlético Audaz (1)                                                    | Cuniburo (1)                                                          | Cumandá (1)                                                           |                                                                       |                                                                       |
| 2009 | UTC (1)                                                               | River Ecuador (1)                                                     | UTE (1)                                                               | Deportivo Quevedo (1)                                                 |                                                                       |                                                                       |
| 2010 | Valle del Chota (1)                                                   | Deportivo Quevedo (1)                                                 | Águilas (1)                                                           | Gualaceo S. C. (1)                                                    |                                                                       |                                                                       |
| 2011 | Ferroviarios (1)                                                      | Mushuc Runa (1)                                                       | No se definió                                                         | No se definió                                                         |                                                                       |                                                                       |
| 2012 | Aucas (2)                                                             | Municipal Cañar (2)                                                   | No se definió                                                         | No se definió                                                         |                                                                       |                                                                       |
| 2013 | Delfín (1)                                                            | Liga de Portoviejo (2)                                                | No se definió                                                         | No se definió                                                         |                                                                       |                                                                       |
| 2014 | Gualaceo S. C. (1)                                                    | Fuerza Amarilla (1)                                                   | Clan Juvenil (1)                                                      | Pelileo S. C. (1)                                                     |                                                                       |                                                                       |
| 2015 | Clan Juvenil (1)                                                      | Colón F. C. (1)                                                       | Deportivo Otavalo (1)                                                 | Pelileo S. C. (2)                                                     |                                                                       |                                                                       |
| 2016 | América de Quito (1)                                                  | Santa Rita (2)                                                        | Deportivo Puyo (1)                                                    | Guayaquil Sport (1)                                                   |                                                                       |                                                                       |
| 2017 | Puerto Quito (1)                                                      | Orense (1)                                                            | Chacaritas (1)                                                        | Rocafuerte F. C. (1)                                                  |                                                                       |                                                                       |
| 2018 | Alianza Cotopaxi (1)                                                  | Duros del Balón (1)                                                   | Atlético Portoviejo (1)                                               | Deportivo Quevedo (2)                                                 |                                                                       |                                                                       |
| 2019 | Chacaritas (1)                                                        | 9 de Octubre (2)                                                      | Otavalo F. C. (1)                                                     | Esmeraldas F. C. (1)                                                  |                                                                       |                                                                       |
| 2020 | Guayaquil Sport (1)                                                   | Cumbayá F. C. (1)                                                     | No se definió                                                         | No se definió                                                         |                                                                       |                                                                       |
| 2021 | Libertad F. C. (1)                                                    | Imbabura S. C. (2)                                                    | No se definió                                                         | No se definió                                                         |                                                                       |                                                                       |
| 2022 | Cuniburo (1)                                                          | Vargas Torres (1)                                                     | No se definió                                                         | No se definió                                                         |                                                                       |                                                                       |
| 2023 | Leones del Norte (1)                                                  | San Antonio (1)                                                       | No se definió                                                         | No se definió                                                         |                                                                       |                                                                       |
| 2024 | 22 de Julio (1)                                                       | Atlético Vinotinto (1)                                                | No se definió                                                         | No se definió                                                         |                                                                       |                                                                       |
| 2025 | Por definir (0)                                                       | Por definir (0)                                                       | No se definió                                                         | No se definió                                                         |                                                                       |                                                                       |

## Palmarés
| Equipo                   | 1.º | 2.º | 3.º | 4.º | Temporadas campeón     | Temporadas subcampeón  | Temporadas tercer lugar | Temporadas cuarto lugar |
| ------------------------ | --- | --- | --- | --- | ---------------------- | ---------------------- | ----------------------- | ----------------------- |
| Macará                   | 4   |     |     |     | 1975, 1979, 1985, 1996 |                        |                         |                         |
| Deportivo Quevedo        | 2   | 1   |     | 2   | 1994, 2002             | 2010                   |                         | 2009, 2018              |
| Aucas                    | 2   | 1   |     | 1   | 1986, 2012             | 1967-S                 |                         | 1985                    |
| Everest                  | 2   | 1   |     |     | 1967-C, 1976           | 1984                   |                         |                         |
| L. D. Estudiantil        | 2   | 1   |     |     | 1978, 1981             | 1986                   |                         |                         |
| Milagro S. C. +          | 2   |     |     |     | 1977, 1982             |                        |                         |                         |
| Esmeraldas Petrolero     | 1   | 4   | 1   |     | 1984                   | 1983, 1996, 1998, 2004 | 1990                    |                         |
| Liga de Loja             | 1   | 3   |     |     | 2003                   | 1989, 2001, 2002       |                         |                         |
| Imbabura S. C.           | 1   | 2   | 1   | 1   | 1995                   | 2005, 2021             | 2003                    | 2004                    |
| Audaz Octubrino          | 1   | 1   | 2   |     | 1992                   | 1997                   | 1995, 1996              |                         |
| Juventus                 | 1   | 1   |     |     | 1987                   | 1985                   |                         |                         |
| América de Quito         | 1   |     | 1   |     | 2016                   |                        | 2002                    |                         |
| Chacaritas               | 1   |     | 1   |     | 2019                   |                        | 2017                    |                         |
| Clan Juvenil             | 1   |     | 1   |     | 2015                   |                        | 2014                    |                         |
| Cuniburo                 | 1   |     | 1   |     | 2022                   |                        | 2008                    |                         |
| Deportivo Saquisilí      | 1   |     | 1   |     | 1999                   |                        | 1997                    |                         |
| Juvenil                  | 1   |     | 1   |     | 1989                   |                        | 1986                    |                         |
| Universidad Católica     | 1   |     | 1   |     | 1998                   |                        | 1967-S                  |                         |
| Olmedo                   | 1   |     |     | 3   | 1993                   |                        |                         | 1983, 1988, 1989        |
| 2 de Marzo               | 1   |     |     | 1   | 1991                   |                        |                         | 1990                    |
| Gualaceo S. C.           | 1   |     |     | 1   | 2014                   |                        |                         | 2010                    |
| Guayaquil Sport +        | 1   |     |     | 1   | 2020                   |                        |                         | 2016                    |
| Rocafuerte F. C.         | 1   |     |     | 1   | 2008                   |                        |                         | 2017                    |
| Tungurahua S. C.         | 1   |     |     | 1   | 2004                   |                        |                         | 2003                    |
| Valle del Chota +        | 1   |     |     | 1   | 2010                   |                        |                         | 2006                    |
| 9 de Octubre (Manta) +   | 1   |     |     |     | 1988                   |                        |                         |                         |
| 22 de Julio              | 1   |     |     |     | 2024                   |                        |                         |                         |
| Alianza Cotopaxi +       | 1   |     |     |     | 2018                   |                        |                         |                         |
| Brasilia +               | 1   |     |     |     | 2006                   |                        |                         |                         |
| Delfín                   | 1   |     |     |     | 2013                   |                        |                         |                         |
| Deportivo Azogues +      | 1   |     |     |     | 2005                   |                        |                         |                         |
| Deportivo del Valle      | 1   |     |     |     | 1980                   |                        |                         |                         |
| Deportivo Quinindé +     | 1   |     |     |     | 1997                   |                        |                         |                         |
| Deportivo Quito          | 1   |     |     |     | 1967-S                 |                        |                         |                         |
| Ferroviarios             | 1   |     |     |     | 2011                   |                        |                         |                         |
| Filanbanco               | 1   |     |     |     | 1983                   |                        |                         |                         |
| Green Cross              | 1   |     |     |     | 1990                   |                        |                         |                         |
| Independiente José Terán | 1   |     |     |     | 2007                   |                        |                         |                         |
| Leones del Norte         | 1   |     |     |     | 2023                   |                        |                         |                         |
| Libertad F. C.           | 1   |     |     |     | 2021                   |                        |                         |                         |
| Manta F. C.              | 1   |     |     |     | 2001                   |                        |                         |                         |
| Puerto Quito +           | 1   |     |     |     | 2017                   |                        |                         |                         |
| UDJ                      | 1   |     |     |     | 2000                   |                        |                         |                         |
| UTC                      | 1   |     |     |     | 2009                   |                        |                         |                         |
| Politécnico              |     | 4   |     |     |                        | 1975, 1978, 1979, 1982 |                         |                         |
| 9 de Octubre             |     | 2   | 1   |     |                        | 1992, 2019             | 1991                    |                         |
| Santa Rita               |     | 2   |     | 2   |                        | 1995, 2016             |                         | 1986, 1987              |
| Calvi                    |     | 2   |     |     |                        | 1987, 1988             |                         |                         |
| Liga de Portoviejo       |     | 2   |     |     |                        | 2003, 2013             |                         |                         |
| Municipal Cañar          |     | 2   |     |     |                        | 2006, 2012             |                         |                         |
| Santos                   |     | 2   |     |     |                        | 1991, 1999             |                         |                         |
| Deportivo Otavalo +      |     | 1   | 1   |     |                        | 2000                   | 2015                    |                         |
| Juventud Italiana        |     | 1   |     | 1   |                        | 1981                   |                         | 1967-C                  |
| América de Ambato        |     | 1   |     |     |                        | 1977                   |                         |                         |
| Atlético Audaz           |     | 1   |     |     |                        | 2008                   |                         |                         |
| Atlético Vinotinto       |     | 1   |     |     |                        | 2024                   |                         |                         |
| Colón F. C. +            |     | 1   |     |     |                        | 2015                   |                         |                         |
| Cumbayá F. C.            |     | 1   |     |     |                        | 2020                   |                         |                         |
| Duros del Balón +        |     | 1   |     |     |                        | 2018                   |                         |                         |
| Espoli                   |     | 1   |     |     |                        | 1990                   |                         |                         |
| Estibadores Navales +    |     | 1   |     |     |                        | 1967-C                 |                         |                         |
| Flamengo                 |     | 1   |     |     |                        | 1994                   |                         |                         |
| Fuerza Amarilla +        |     | 1   |     |     |                        | 2014                   |                         |                         |
| Grecia                   |     | 1   |     |     |                        | 2007                   |                         |                         |
| Mushuc Runa              |     | 1   |     |     |                        | 2011                   |                         |                         |
| Orense                   |     | 1   |     |     |                        | 2017                   |                         |                         |
| Panamá                   |     | 1   |     |     |                        | 1993                   |                         |                         |
| River Ecuador +          |     | 1   |     |     |                        | 2009                   |                         |                         |
| San Antonio              |     | 1   |     |     |                        | 2023                   |                         |                         |
| San Camilo               |     | 1   |     |     |                        | 1980                   |                         |                         |
| UTM +                    |     | 1   |     |     |                        | 1976                   |                         |                         |
| Vargas Torres            |     | 1   |     |     |                        | 2022                   |                         |                         |
| Liga de Cuenca           |     |     | 4   |     |                        |                        | 1985, 1988, 1998, 2007  |                         |
| San Pedro                |     |     | 2   |     |                        |                        | 1987, 2001              |                         |
| Pastaza Moto Club        |     |     | 1   | 1   |                        |                        | 2006                    | 2007                    |
| Star Club                |     |     | 1   | 1   |                        |                        | 1992                    | 2005                    |
| 3 de Julio               |     |     | 1   |     |                        |                        | 1994                    |                         |
| Águilas                  |     |     | 1   |     |                        |                        | 2010                    |                         |
| América de Manta +       |     |     | 1   |     |                        |                        | 1967-C                  |                         |
| Atlético Portoviejo      |     |     | 1   |     |                        |                        | 2018                    |                         |
| Chacarita +              |     |     | 1   |     |                        |                        | 1983                    |                         |
| Cruz del Vado            |     |     | 1   |     |                        |                        | 1993                    |                         |
| Deportivo Cuenca         |     |     | 1   |     |                        |                        | 1984                    |                         |
| Deportivo Puyo           |     |     | 1   |     |                        |                        | 2016                    |                         |
| Huaquillas F. C.         |     |     | 1   |     |                        |                        | 2004                    |                         |
| Norte América            |     |     | 1   |     |                        |                        | 1989                    |                         |
| Otavalo F. C.            |     |     | 1   |     |                        |                        | 2019                    |                         |
| Tecni Club               |     |     | 1   |     |                        |                        | 2000                    |                         |
| UTE                      |     |     | 1   |     |                        |                        | 2009                    |                         |
| Venecia                  |     |     | 1   |     |                        |                        | 2005                    |                         |
| Pelileo S. C.            |     |     |     | 2   |                        |                        |                         | 2014, 2015              |
| Cumandá                  |     |     |     | 1   |                        |                        |                         | 2008                    |
| Deportivo Cotopaxi       |     |     |     | 1   |                        |                        |                         | 1984                    |
| Esmeraldas F. C.         |     |     |     | 1   |                        |                        |                         | 2019                    |
| San Lorenzo (LV) +       |     |     |     | 1   |                        |                        |                         | 1967-S                  |

- + Equipo desaparecido.

### Estadísticas por provincia
| Provincia                      |    | Títulos |   | Subtítulos                                                                                              |   | Terceras Posiciones |   | Cuartas Posiciones                                    |
| ------------------------------ | -- | --- | - | --- | - | --- | - | ----------------------------------------------------- |
| Guayas                         | 10 | Everest (2) L. D. Estudiantil (2) Milagro S. C. (2) Ferroviarios (1) Filanbanco (1) Guayaquil Sport (1) Rocafuerte F. C. (1)                            | 7 | 9 de Octubre (2) Calvi (2) Everest (1) L. D. Estudiantil (1) Panamá (1) River Ecuador (1)               | 2 | 9 de Octubre (1) Norte América (1)                                                                                             | 2 | Guayaquil Sport (1) Rocafuerte F. C. (1)              |
| Pichincha                      | 9  | Aucas (2) América de Quito (1) Clan Juvenil (1) Cuniburo (1) Deportivo Quito (1) Independiente José Terán (1) Puerto Quito (1) Universidad Católica (1) | 8 | Politécnico (4) Atlético Vinotinto (1) Aucas (1) Cumbayá F. C. (1) Espoli (1)                           | 9 | San Pedro (2) 3 de Julio (1) América de Quito (1) Chacarita (1) Clan Juvenil (1) Cuniburo (1) Universidad Católica (1) UTE (1) | 2 | Aucas (1) San Lorenzo (LV) (1)                        |
| Esmeraldas                     | 7  | 22 de Julio (1) Brasilia (1) Deportivo Quinindé (1) Esmeraldas Petrolero (1) Juvenil (1) Juventus (1) UDJ (1)                                           | 6 | Esmeraldas Petrolero (4) Juventus (1) Vargas Torres (1)                                                 | 2 | Esmeraldas Petrolero (1) Juvenil (1)                                                                                           | 1 | Esmeraldas F. C. (1)                                  |
| Tungurahua                     | 6  | Macará (4) Chacaritas (1) Tungurahua (1) | 2 | América de Ambato (1) Mushuc Runa (1)                                                                   | 1 | Chacaritas (1) | 3 | Pelileo S. C. (2) Tungurahua S. C. (1)                |
| Manabí                         | 5  | 9 de Octubre (Manta) (1) Delfín (1) Deportivo del Valle (1) Green Cross (1) Manta F. C. (1)                                                             | 7 | Liga de Portoviejo (2) Colón F. C. (1) Estibadores Navales (1) Grecia (1) Juventud Italiana (1) UTM (1) | 2 | América de Manta (1) Atlético Portoviejo (1)                                                                                   | 1 | Juventud Italiana (1)                                 |
| Imbabura                       | 4  | 2 de Marzo (1) Imbabura S. C. (1) Leones del Norte (1) Valle del Chota (1)                                                                              | 4 | Imbabura S. C. (2) Deportivo Otavalo (1) San Antonio (1)                                                | 3 | Deportivo Otavalo (1) Imbabura S. C. (1) Otavalo F. C. (1)                                                                     | 3 | 2 de Marzo (1) Imbabura S. C. (1) Valle del Chota (1) |
| Cotopaxi                       | 3  | Alianza Cotopaxi (1) Deportivo Saquisilí (1) UTC (1) | 1 | Flamengo (1)                                                                                            | 1 | Deportivo Saquisilí (1) | 1 | Deportivo Cotopaxi (1)                                |
| Los Ríos                       | 2  | Deportivo Quevedo (2) | 4 | Santa Rita (2) Deportivo Quevedo (1) San Camilo (1)                                                     | 1 | Venecia (1) | 4 | Deportivo Quevedo (2) Santa Rita (2)                  |
| Loja                           | 2  | Libertad F. C. (1) Liga de Loja (1) | 3 | Liga de Loja (3)                                                                                        |   | |   |                                                       |
| El Oro                         | 1  | Audaz Octubrino (1) | 6 | Santos (2) Atlético Audaz (1) Audaz Octubrino (1) Fuerza Amarilla (1) Orense (1)                        | 3 | Audaz Octubrino (2) Huaquillas F. C. (1)                                                                                       |   |                                                       |
| Cañar                          | 1  | Deportivo Azogues (1) | 2 | Municipal Cañar (2)                                                                                     |   | |   |                                                       |
| Azuay                          | 1  | Gualaceo S. C. (1) |   | | 7 | Liga de Cuenca (4) Cruz del Vado (1) Deportivo Cuenca (1) Tecni Club (1)                                                       | 1 | Gualaceo S. C. (1)                                    |
| Chimborazo                     | 1  | Olmedo (1) |   | | 1 | Star Club (1) | 4 | Olmedo (3) Star Club (1)                              |
| Santa Elena                    |    | | 1 | Duros del Balón (1)                                                                                     |   | |   |                                                       |
| Pastaza                        |    | |   | | 2 | Deportivo Puyo (1) Pastaza Moto Club (1)                                                                                       | 2 | Cumandá (1) Pastaza Moto Club (1)                     |
| Santo Domingo de los Tsáchilas |    | |   | | 1 | Águilas (1) |   |                                                       |

## Estadísticas

### Goleadores de la Segunda Categoría por temporada
| Temporada | Jugador                            | Equipo                          | Goles |
| --------- | ---------------------------------- | ------------------------------- | ----- |
| 2008      | Diego Sandoval                     | Atlético Audaz                  | 10    |
| 2009      | Ángel García                       | Panamá                          | 22    |
| 2010      | Marlon Rodríguez                   | Valle del Chota                 | 12    |
| 2011      | Juan Arroyo Caicedo Félix Valencia | Ferroviarios Alianza del Pailón | 14    |
| 2012      | David Ruano                        | Pilahuin Tío                    | 18    |
| 2013      | Nilo Valencia                      | Clan Juvenil                    | 25    |
| 2014      | Jhon Cifuente                      | Juventud Minera                 | 28    |
| 2015      | Willian Tixe                       | Star Club                       | 21    |
| 2016      | Ronie Carrillo                     | América de Quito                | 18    |
| 2017      | Jostin Alman                       | Grecia                          | 13    |
| 2018      | Carlos Bailón                      | Deportivo Quevedo               | 25    |
| 2019      | Joao Paredes                       | La Paz                          | 14    |
| 2020      | Álex González                      | Alianza                         | 5     |
| 2021      | Leandro Pantoja                    | Imbabura                        | 9     |
| 2022      | ?                                  | ?                               | ?     |
| 2023      | Mauro Achig Johan Riascos          | UTC Deportivo Colón             | 5     |
| 2024      | Patricio Vargas                    | Atlético Vinotinto              | 6     |

### Tabla de Goleadores de la Segunda Categoría
| Equipo             | Goleadores |
| ------------------ | ---------- |
| Atlético Audaz     | 1          |
| Panamá             | 1          |
| Valle del Chota    | 1          |
| Ferroviarios       | 1          |
| Alianza del Pailón | 1          |
| Pilahuin Tío       | 1          |
| Clan Juvenil       | 1          |
| Juventud Minera    | 1          |
| Star Club          | 1          |
| América de Quito   | 1          |
| Grecia             | 1          |
| Deportivo Quevedo  | 1          |
| La Paz             | 1          |
| Alianza            | 1          |
| Imbabura           | 1          |
| UTC                | 1          |
| Deportivo Colón    | 1          |
| Atlético Vinotinto | 1          |

## Ascensos y descensos a la Serie B
| Año  | Descendidos a la 2a. Categoría                                                                           | Ascendidos desde la 2a. Categoría |
| 1971 | Norte América (Guayas); Brasil (Tungurahua)                                                              | Guayaquil Sport (Guayas); América de Ambato (Tungurahua)                                                                                                |
| 1972 | Juventud Italiana (Manabí); Politécnico (Pichincha); América de Ambato (Tungurahua); Olmedo (Chimborazo) | Ninguno |
| 1973 | Ninguno                                                                                                  | Liga de Quito (Pichincha); Olmedo (Chimborazo); Everest (Guayas); Manta Sport (Manabí); Carmen Mora (El Oro); Aucas (Pichincha)                         |
| 1974 | Everest; Macará                                                                                          | Técnico Universitario (Tungurahua); Libertad (Tungurahua); Liga de Cuenca (Azuay); Audaz Octubrino (El Oro); Guayaquil Sport (Guayas); Luq San (Guayas) |
| 1975 | Libertad                                                                                                 | Macará |
| 1976 | Olmedo                                                                                                   | Everest |
| 1977 | Macará                                                                                                   | Milagro S. C.; Deportivo Quevedo (Los Ríos); Olmedo (Chimborazo)                                                                                        |
| 1978 | Olmedo (No se presentó a jugar en la Segunda Categoría desde 1979 hasta 1981); Luq San; Milagro S. C.    | L. D. Estudiantil |
| 1979 | Ninguno                                                                                                  | Macará |
| 1980 | L. D. Estudiantil                                                                                        | Deportivo del Valle |
| 1981 | Bonita Banana; Deportivo del Valle                                                                       | Ninguno |
| 1982 | Liga de Cuenca; Macará; Deportivo Cuenca; Audaz Octubrino                                                | Ninguno |
| 1988 | Ninguno                                                                                                  | 9 de Octubre (Manta); Liga de Cuenca; Calvi |
| 1989 | Liga de Cuenca; Esmeraldas Petrolero                                                                     | Juvenil; Liga de Loja |
| 1990 | River Plate (Riobamba); Juventus                                                                         | Green Cross; Espoli |
| 1991 | Audaz Octubrino; Deportivo Quevedo                                                                       | 2 de Marzo; Santos |
| 1992 | Macará; Juvenil                                                                                          | Audaz Octubrino; 9 de Octubre |
| 1993 | Universidad Católica; Audaz Octubrino                                                                    | Olmedo; Panamá |
| 1994 | 2 de Marzo (Sancionado); Santos                                                                          | Deportivo Quevedo; Flamengo |
| 1995 | Valdez; Flamengo                                                                                         | Imbabura; Santa Rita |
| 1996 | Liga de Loja; Imbabura                                                                                   | Macará; Esmeraldas Petrolero |
| 1997 | 9 de Octubre; Esmeraldas Petrolero                                                                       | Deportivo Quinindé; Audaz Octubrino |
| 1998 | Green Cross; Calvi                                                                                       | Universidad Católica; Esmeraldas Petrolero |
| 1999 | Deportivo Quinindé                                                                                       | Deportivo Saquisilí |
| 2000 | Panamá                                                                                                   | UDJ |
| 2001 | Deportivo Quevedo                                                                                        | Manta |
| 2002 | Liga de Portoviejo                                                                                       | Deportivo Quevedo |
| 2003 | Esmeraldas Petrolero; UDJ                                                                                | Liga de Loja; Liga de Portoviejo |
| 2004 | Audaz Octubrino; Deportivo Saquisilí                                                                     | Tungurahua; Esmeraldas Petrolero |
| 2005 | Tungurahua; Santa Rita (Suspendido por 5 años)                                                           | Deportivo Azogues; Imbabura |
| 2006 | Deportivo Quevedo; Esmeraldas Petrolero                                                                  | Brasilia; Municipal Cañar |
| 2007 | Delfín                                                                                                   | Independiente José Terán; Grecia; Liga de Cuenca |
| 2008 | Liga de Cuenca; Brasilia                                                                                 | Rocafuerte; Atlético Audaz |
| 2009 | Aucas | UTC; River Ecuador; UTE |
| 2010 | UTE; Municipal Cañar                                                                                     | Valle del Chota; Deportivo Quevedo |
| 2011 | Liga de Portoviejo; Atlético Audaz (Suspendido por Deudas Pendientes)                                    | Ferroviarios; Mushuc Runa |
| 2012 | Rocafuerte; Valle del Chota (Suspendido por 5 años)                                                      | Aucas; Municipal Cañar |
| 2013 | Grecia; Ferroviarios                                                                                     | Delfín; Liga de Portoviejo |
| 2014 | UTC; Municipal Cañar                                                                                     | Gualaceo; Fuerza Amarilla |
| 2015 | Deportivo Quevedo; Deportivo Azogues                                                                     | Clan Juvenil; Colón |
| 2016 | Espoli; Deportivo Quito                                                                                  | América de Quito; Santa Rita |
| 2017 | Imbabura; Colón                                                                                          | Puerto Quito; Orense |
| 2018 | Gualaceo; Clan Juvenil (Reincorporados a la Serie B 2019)                                                | Alianza Cotopaxi; Duros del Balón |
| 2019 | Liga de Loja; Clan Juvenil                                                                               | Chacaritas; 9 de Octubre |
| 2020 | Fuerza Amarilla; Santa Rita                                                                              | Guayaquil Sport; Cumbayá |
| 2021 | Atlético Porteño; Liga de Portoviejo                                                                     | Libertad; Imbabura |
| 2022 | Atlético Santo Domingo; Olmedo                                                                           | Cuniburo; Vargas Torres |
| 2023 | América de Quito; Búhos ULVR                                                                             | Leones del Norte; San Antonio |
| 2024 | Vargas Torres; Chacaritas (Reincorporados a la Serie B 2025)                                             | 22 de Julio; Atlético Vinotinto |
| 2025 | Por Definir; Por Definir                                                                                 | Por Definir; Por Definir |

### Cantidad de ascensos y descensos por equipo a la Segunda Categoría
| Equipo                   | Total | Temp. Ascensos         | Temp. Descensos        |
| ------------------------ | ----- | ---------------------- | ---------------------- |
| Deportivo Quevedo        | 8     | 1977, 1994, 2002, 2010 | 1991, 2001, 2006, 2015 |
| Olmedo                   | 7     | 1973, 1977, 1993       | 1972, 1976, 1978, 2022 |
| Audaz Octubrino          | 7     | 1974, 1992, 1997       | 1982, 1991, 1993, 2004 |
| Macará                   | 7     | 1975, 1979, 1996       | 1974, 1977, 1982, 1992 |
| Esmeraldas Petrolero     | 7     | 1996, 1998, 2004       | 1989, 1997, 2003, 2006 |
| Liga de Cuenca           | 6     | 1974, 1988, 2007       | 1982, 1989, 2008       |
| Imbabura                 | 5     | 1995, 2005, 2021       | 1996, 2017             |
| Liga de Portoviejo       | 5     | 2003, 2013             | 2002, 2011, 2021       |
| Liga de Loja             | 4     | 1989, 2003             | 1996, 2019             |
| Santa Rita               | 4     | 1995, 2016             | 2005, 2020             |
| Municipal Cañar          | 4     | 2006, 2012             | 2010, 2014             |
| Aucas                    | 3     | 1973, 2012             | 2009                   |
| Everest                  | 3     | 1973, 1976             | 1974                   |
| 9 de Octubre             | 3     | 1992, 2019             | 1997                   |
| Guayaquil Sport          | 3     | 1971, 1974, 2020       |                        |
| Norte América            | 2     | 1968                   | 1971                   |
| América de Ambato        | 2     | 1971                   | 1972                   |
| Bonita Banana            | 2     | 1973                   | 1981                   |
| Libertad                 | 2     | 1974                   | 1975                   |
| Luq San                  | 2     | 1974                   | 1978                   |
| Milagro S. C.            | 2     | 1977                   | 1978                   |
| L. D. Estudiantil        | 2     | 1978                   | 1980                   |
| Deportivo del Valle      | 2     | 1980                   | 1981                   |
| Calvi                    | 2     | 1988                   | 1998                   |
| Juvenil                  | 2     | 1989                   | 1992                   |
| Green Cross              | 2     | 1990                   | 1998                   |
| Espoli                   | 2     | 1990                   | 2016                   |
| 2 de Marzo               | 2     | 1991                   | 1994                   |
| Santos                   | 2     | 1991                   | 1994                   |
| Panamá                   | 2     | 1993                   | 2000                   |
| Flamengo                 | 2     | 1994                   | 1995                   |
| Deportivo Quinindé       | 2     | 1997                   | 1999                   |
| Universidad Católica     | 2     | 1998                   | 1993                   |
| Deportivo Saquisilí      | 2     | 1999                   | 2004                   |
| UDJ                      | 2     | 2000                   | 2003                   |
| Tungurahua               | 2     | 2004                   | 2005                   |
| Deportivo Azogues        | 2     | 2005                   | 2015                   |
| Brasilia                 | 2     | 2006                   | 2008                   |
| Grecia                   | 2     | 2007                   | 2013                   |
| Atlético Audaz           | 2     | 2008                   | 2011                   |
| Rocafuerte               | 2     | 2008                   | 2012                   |
| UTC                      | 2     | 2009                   | 2014                   |
| UTE                      | 2     | 2009                   | 2010                   |
| Valle del Chota          | 2     | 2010                   | 2012                   |
| Ferroviarios             | 2     | 2011                   | 2013                   |
| Delfín                   | 2     | 2013                   | 2007                   |
| Fuerza Amarilla          | 2     | 2014                   | 2020                   |
| Clan Juvenil             | 2     | 2015                   | 2019                   |
| Colón                    | 2     | 2015                   | 2017                   |
| América de Quito         | 2     | 2016                   | 2023                   |
| Liga de Quito            | 1     | 1973                   |                        |
| Manta Sport              | 1     | 1973                   |                        |
| Técnico Universitario    | 1     | 1974                   |                        |
| 9 de Octubre (Manta)     | 1     | 1988                   |                        |
| Manta                    | 1     | 2001                   |                        |
| Independiente José Terán | 1     | 2007                   |                        |
| River Ecuador            | 1     | 2009                   |                        |
| Mushuc Runa              | 1     | 2011                   |                        |
| Gualaceo                 | 1     | 2014                   |                        |
| Puerto Quito             | 1     | 2017                   |                        |
| Orense                   | 1     | 2017                   |                        |
| Alianza Cotopaxi         | 1     | 2018                   |                        |
| Duros del Balón          | 1     | 2018                   |                        |
| Chacaritas               | 1     | 2019                   |                        |
| Cumbayá                  | 1     | 2020                   |                        |
| Libertad                 | 1     | 2021                   |                        |
| Cuniburo                 | 1     | 2022                   |                        |
| Vargas Torres            | 1     | 2022                   |                        |
| Leones del Norte         | 1     | 2023                   |                        |
| San Antonio              | 1     | 2023                   |                        |
| 22 de Julio              | 1     | 2024                   |                        |
| Atlético Vinotinto       | 1     | 2024                   |                        |
| Brasil                   | 1     |                        | 1971                   |
| Juventud Italiana        | 1     |                        | 1972                   |
| Politécnico              | 1     |                        | 1972                   |
| U. D. Valdez             | 1     |                        | 1978                   |
| Deportivo Cuenca         | 1     |                        | 1982                   |
| River Plate (Riobamba)   | 1     |                        | 1990                   |
| Juventus                 | 1     |                        | 1990                   |
| Valdez                   | 1     |                        | 1995                   |
| Deportivo Quito          | 1     |                        | 2016                   |
| Atlético Porteño         | 1     |                        | 2021                   |
| Atlético Santo Domingo   | 1     |                        | 2022                   |
| Búhos ULVR               | 1     |                        | 2023                   |

## Asociaciones de Fútbol Provinciales
- Asociación de Fútbol Profesional del Azuay (AFA)
- Asociación de Fútbol Profesional de Bolívar (ASOBOL)
- Asociación de Fútbol Profesional del Cañar (AFCA)
- Asociación de Fútbol Profesional del Carchi (AFPC)
- Asociación de Fútbol No Aficionado de Chimborazo (AFNACH)
- Asociación de Fútbol Profesional de Cotopaxi (AFPC)
- Asociación de Fútbol Profesional de El Oro (AFO)
- Asociación de Fútbol No Amateur de Esmeraldas (AFE)
- Asociación de Fútbol del Guayas (AFG)
- Asociación de Fútbol Profesional de Imbabura (AFI)
- Asociación de Fútbol Profesional de Loja (AFPL)
- Asociación de Fútbol Profesional de Los Ríos (AFPLR)
- Asociación de Fútbol Profesional de Manabí (AFPM)
- Asociación de Fútbol No Amateur de Morona Santiago (AFNAMS)
- Asociación de Fútbol No Amateur de Napo (AFNAN)
- Asociación de Fútbol Profesional de Orellana (AFPO)
- Asociación de Fútbol Profesional de Pastaza (AFP)
- Asociación de Fútbol No Amateur de Pichincha (AFNA)
- Asociación de Fútbol Profesional de Santa Elena (AFPSE)
- Asociación de Fútbol No Amateur de Santo Domingo de los Tsáchilas (AFTSA)
- Asociación de Fútbol No Amateur de Sucumbíos (AFNAS)
- Asociación de Fútbol Profesional de Tungurahua (AFT)
- Asociación de Fútbol Profesional de Zamora Chinchipe (AFPZCH)

## Campeonatos Provinciales de Segunda Categoría
- Segunda Categoría del Azuay
- Segunda Categoría de Bolívar
- Segunda Categoría del Cañar
- Segunda Categoría del Carchi
- Segunda Categoría de Chimborazo
- Segunda Categoría de Cotopaxi
- Segunda Categoría de El Oro
- Segunda Categoría de Esmeraldas
- Segunda Categoría del Guayas
- Segunda Categoría de Imbabura
- Segunda Categoría de Loja
- Segunda Categoría de Los Ríos
- Segunda Categoría de Manabí
- Segunda Categoría de Morona Santiago
- Segunda Categoría de Napo
- Segunda Categoría de Orellana
- Segunda Categoría de Pastaza
- Segunda Categoría de Pichincha
- Segunda Categoría de Santa Elena
- Segunda Categoría de Santo Domingo de los Tsáchilas
- Segunda Categoría de Sucumbíos
- Segunda Categoría de Tungurahua
- Segunda Categoría de Zamora Chinchipe